# Gianmarco Mancini
Gianmarco Mancini (Lucca, 3 gennaio 1960) è un politico italiano.

## Biografia
Avvocato, alle elezioni politiche del 1992 fu eletto alla Camera nelle liste della Lega Nord, ottenendo 1.463 preferenze.
Alle successive politiche del 1994, con il sostegno del Polo delle Libertà, si ripresentò nel collegio uninominale di Lucca, ma fu sconfitto dal candidato dei Progressisti Domenico Maselli, che conseguì il 30,71% dei voti contro il 28,09% di Mancini.
Dal 2008 al 2012 è assessore ai lavori pubblici e urbanistica del comune di Mozzate.
Nel 2020 è divenuto coordinatore della Lega nella provincia di Livorno ed è stato nominato amministratore unico dell'ATM di Piombino.